# Nathan Watts
Pour les articles homonymes, voir Watts (nom de famille).
Nathan "Nate" Lamar Watts, né le 25 mars 1954 à Détroit (Michigan), est un bassiste de session américain, surtout connu pour son travail avec Stevie Wonder des années 1970 à nos jours. Il est directeur musical de Stevie Wonder depuis 1994.

## Biographie
Né à Detroit, aux États-Unis, le 25 mars 1954, Nathan Watts a commencé à jouer de la trompette alors qu'il était encore à l'école primaire, inspiré par le géant du jazz Lee Morgan. Nathan Watts faisait partie d'un trio qui mettait en vedette d'autres futurs musiciens de session de premier plan, Ray Parker Jr. à la clarinette et le batteur Ollie Brown et fréquentait les studios Hitsville de Motown pour assister aux répétitions et enregistrements des Funk Brothers, le groupe maison du label. Lorsque Ray Parker Jr. abandonne la clarinette au profit de la guitare, il convainc Watts de passer à la basse, ce qui est la première chose qu'il fait après avoir obtenu son bac en 1972. Avec son premier instrument, une basse National, Watts apprend Cold Sweat de James Brown, et commence bientôt à étudier les lignes d'autres grands bassistes tels que James Jamerson, Chuck Rainey, et Bob Babbitt. Lorsque Ray Parker Jr. s'est joint au groupe de Marvin Gaye, Nate Watts s'est joint à un groupe local appelé Final Decision, avec l'intention d'étudier la comptabilité dans le cas où sa carrière viendrait à échouer.
En août 1974, Watts reçoit un appel pour travailler avec Stevie Wonder, en remplacement de Reggie McBride, qui avait rejoint Rare Earth. À l'époque, Watts ne jouait de la basse que depuis deux ans. Après avoir été sélectionné comme bassiste officiel du groupe, Watts participe à la tournée japonaise de 1975, puis enregistre l'album Songs in the Key of Life. Nathan Watts dit tout au long de sa carrière avec Stevie Wonder qu'il a enregistré des pistes de basse sur de nombreuses démos que Stevie Wonder a remplacées par sa propre basse clavier sur les versions finales. Cette méthode a été utilisée pour Knocks Me Off My Feet et Isn't She Lovely. À partir de ce moment, la carrière de Nathan Watts n'a cessé de se développer, aux côtés de Stevie Wonder et de nombreux autres artistes.

## Style et reconnaissance
Nathan Watts a grandi en écoutant les Funk Brothers ainsi que d'autres musiciens tels que Jimi Hendrix, Deep Purple, Rare Earth, Mahogany Rush et Steppenwolf. En ce qui concerne ses trois influences principales en tant que bassiste, Nathan Watts cite James Jamerson, Chuck Rainey et Joseph « Lucky » Scott, bassiste de Curtis Mayfield. Techniquement, son style se caractérise par l'utilisation de trois doigts de la main droite, l'attaque forte qui imprime les notes, ainsi que l'utilisation fréquente des techniques de palm mute, hammer on, trills et slides. Le musicien a développé une importante carrière aux côtés de Stevie Wonder, avec qui il a enregistré des chansons qui sont devenues des classiques pour les amoureux : I Wish, As, I Ain't Gonna Stand for It et Do I Do font partie des lignes de basse préférées de Nathan Watts. Après plus de 36 ans au service de Stevie Wonder - en plus d'être le directeur musical du groupe pendant 12 ans - il a remporté en 2010 le International Bassist Award du Winter NAMM Show, un prix qui reconnaît les réalisations du musicien tout au long de sa carrière.

## Instruments
Nathan Watts a utilisé sa Fender Precision Bass de 1974 et sa Music Man StingRay de 1979 comme principaux instruments tout au long de sa carrière. Il a également utilisé une Fender Jazz Bass et une basse Yamaha, des Aria et B.C. Rich (quatre et cinq cordes). Sur la route, il alterne actuellement entre des basses Bossa (une "cerise sunburst" sur mesure et une noire à cinq cordes) pour un son moderne. En studio, il utilise des basses Alleva-Coppolo (une LG-5 Classic Crewes à cinq cordes avec et sans frettes). Il utilise également des cordes Elixir Nanowebs, des amplificateurs Hartke Hydrive et des têtes LH1000. Avant de devenir endosseur de Hartke, il utilisait un amplificateur National.

## Discographie

### Avec Stevie Wonder
- 1976 – Songs in the Key of Life – Stevie Wonder
- 1979 – Journey Through The Secret Life Of Plants – Stevie Wonder
- 1980 – Hotter Than July – Stevie Wonder
- 1982 – Original Musiquarium I – Stevie Wonder
- 1984 – The Woman in Red – Stevie Wonder
- 1989 – Characters – Stevie Wonder
- 1991 – Jungle Fever – Stevie Wonder
- 1995 – Conversation Peace – Stevie Wonder
- 1995 – Natural Wonder – Stevie Wonder
- 2005 – A Time To Love – Stevie Wonder

### Autres artistes
- 1977 – Funk in a Mason Jar – Harvey Mason
- 1977 – Sergio Mendes & the New Brasil '77 – Sérgio Mendes
- 1977 – Song Bird – Denice Williams
- 1977 – The Two of Us – Marilyn McCoo & Billy Davis, Jr.
- 1977 – Choosing You – Lenny Williams
- 1978 – Bish – Stephen Bishop
- 1978 – Destiny – The Jacksons
- 1978 – Live and Direct – The Mighty Clouds of Joy
- 1978 – Love-A-Thon – Vernon Burch
- 1978 – Spark of Love – Lenny Williams
- 1979 – Bittersweet – Lamont Dozier
- 1979 – Changing Times – The Mighty Clouds of Joy
- 1979 – Delight – Ronnie Foster
- 1979 – Happy People – Paulinho Da Costa
- 1979 – Magic Lady – Sergio Mendes
- 1979 – On the Other Side – The McCrary's
- 1979 – Splendor – Splendor
- 1979 – Nightingale – Gilberto Gil
- 1979 – Motown Superstar Series, Vol. 1 – Diana Ross
- 1980 – Let's Get Serious – Jermaine Jackson
- 1980 – 10½ – The Dramatics
- 1980 – Eight for the Eighties – Webster Lewis
- 1980 – From the Gitgo – Donnie Elbert
- 1980 – Jose Feliciano – José Feliciano
- 1980 – La Toya Jackson – LaToya Jackson
- 1980 – The Longest Road – Seals & Crofts
- 1980 – Motown Superstar Series, Vol. 13 – Gladys Knight
- 1980 – Special Things – The Pointer Sisters
- 1980 – Triumph – The Jacksons
- 1981 – Black & White - The Pointer Sisters
- 1981 – Give Me Your Love – Sylvia Striplin
- 1981 – Motown Superstar Series, Vol. 11 – Martha & the Vandellas
- 1981 – The Way I Am – Billy Preston
- 1982 – Diana's Duets – Diana Ross
- 1982 – Lionel Richie – Lionel Richie
- 1982 – Love Conquers All – Michael Wycoff
- 1982 – Reunion – The Temptations
- 1982 – So Excited – The Pointer Sisters
- 1982 – Silk Electric – Diana Ross
- 1983 – Baby Sister – June Pointer
- 1983 – Best of Reggae Sunsplash, Vol. 2 – VVAA
- 1983 – Bet Cha Say That to All the Girls – Sister Sledge
- 1983 – Bossa Nova Hotel – Michael Sembello
- 1983 – Break Out – The Pointer Sisters
- 1983 – Robbery – Teena Marie –
- 1983 – Standing on the One – Jon Gibson
- 1983 – Pipes of Peace – Paul McCartney
- 1984 – Mwana – Grady Harrell
- 1986 – Brasil 88 – Sergio Mendes
- 1989 – Come Play with Me – Grady Harrell –
- 1989 – True Spirit – Ronnie Laws
- 1989 – Working Girl – Original Soundtrack
- 1990 – Brasil 88: The Sound, The Music – VVAA
- 1991 – Force Behind the Power – Diana Ross
- 1991 – Live in the Stuffenbau – Bobby Byrd
- 1992 – All for Love – Timmy T
- 1992 – Do I Ever Cross Your Mind? – George Howard
- 1992 – Too Much, Too Little, Too Late – Johnny Mathis
- 1993 – Contemporary Sounds of Nicholas, Vol. 1 – Nicholas
- 1993 – The Storyteller – Vinx
- 1994 – D2: The Mighty Ducks – Original Soundtrack
- 1994 – On & On: The Hits of Stephen Bishop – Stephen Bishop
- 1994 – A Tribute to Curtis Mayfield [Warner Bros.] – VVAA
- 1994 – Corrina Corrina Original Soundtrack
- 1994 – Emperors of Soul – The Temptations
- 1995 – Faith – Lords of the Underground